# DokiDoki! PreCure
DokiDoki! PreCure (japonês: ドキドキ！プリキュア, Hepburn: Dokidoki! Purikyua; lit. "Coração Acelerado! PreCure") é uma série de anime mahō shōjo japonesa, sendo a décima temporada da franquia Pretty Cure.
A série, assim como todas as outras, possuem temas que acompanham a série. DokiDoki! Precure introduz o tema de Naipes do conjunto de cartas que compõe o jogo Baralho.
Criada por Izumi Todo e produzida pela Toei Animation, a série é escrita por Ryōta Yamaguchi, que roteirizou Blue Exorcist, Hunter x Hunter, Sailor Moon Sailor Stars, Cutie Honey Flash. Dirigida por Koga Gou que realizou storyboards para One Piece e foi Diretor Assistente do segundo filme One Piece O Filme 2: Aventura na Ilha Nejimaki, dirigiu também Digimon Universe: Appli Monsters. Os designs dos personagens é responsável pelo Takahashi Akira, que fez os Designs de Personagens de outras temporadas como Suite Precure♪ e futuramente Star☆Twinkle Precure.
Seu primeiro episódio foi exibido no dia 3 de Fevereiro de 2013 e seu último episódio em 26 de Janeiro de 2014. A temporada substituiu Smile Precure! e foi sucedida pela décima primeira temporada: HapinessCharge Precure!
A série possui uma continuação em Novel chamada de "DokiDoki! Precure" e foi lançado dia 17 de Setembro de 2024. A Novel foi escrita por Yamaguchi Ryota e ilustrado pelo Takahashi Akira e publicada pela Kodansha.

## História
Depois que uma força maligna conhecida como Jikochu ataca o Reino Trump, sua governante, a Princesa Marie Ange, desaparece. Makoto, uma guerreira que serviu Marie Ange, foge para a Terra com sua parceira fada e um trio de jovens fadas para encontrá-la e garotas que podem se tornar Pretty Cures para salvar o reino.
Sharuru, uma das fadas, encontra a entusiasmada estudante do ensino fundamental Mana durante uma visita à Torre Clover. Quando um monstro chamado Jikochu, formado pelos desejos egoístas de uma pessoa, ataca, Mana ganha a habilidade de se transformar em Cure Heart usando o poder de Sharuru e itens chamados Cure Loveads  e um dispositivo semelhante a um smartphone chamado Lovely Commune. Junto com suas amigas Rikka e Alice, assim como Makoto e a misteriosa garota Aguri Madoka, que mais tarde se junta a elas, elas se tornam Pretty Cure para salvar o Reino Trump enquanto protegem os corações das pessoas do egoísmo e dos Jikochu.

## Personagens

### Pretty Cures

#### Aida Mana (相田 マナ) / Maya Aida
Mana Aida ou Maya Aida é a brilhante e enérgica presidente do conselho estudantil da Escola Pública de Ensino Fundamental Oogai First, em seu segundo ano. Ela acredita que ações valem mais que palavras e, muitas vezes, se prontifica a ajudar os outros sem nem pensar. Tanto os mais velhos quanto os mais jovens ao seu redor acreditam em sua capacidade de liderança.
Mana tem seu bordão "Kyunkyun!" (キュンキュン！) ou seja "Coração acelerado"
Como Precure, Cure Heart (キュアハート) tem seu bordão como: "Amor transbordante! Cure Heart!" (みなぎる愛！キュアハート！, Minagiru ai! Kyua Hāto!). Seu primeiro ataque é o "My Sweet Heart" (マイスイートハート, Mai Suīto Hāto)
Em Glitter Force DokiDoki seu alter-ego é mudado para Glitter Coração no Brasil, mas também é chamada de Glitter Heart em outros idiomas. Seu bordão é "O poder do amor, eu sou a Glitter Coração".Seu primeiro ataque de purificação ganha o nome de "Sinta o bem que há em você! Deixe brilhar a luz do seu coração!"

#### Rikka Hishikawa (菱川六花) / Rachel
Rikka Hishikawa ou Rachel é a Secretária do Conselho Estudantil na Oogai First Public Middle School. Ela é amiga de infância de Mana (Maya). Ela sempre foi protegida por ela naquela época, o que faz com que Rikka (Rachel) sempre acredite em Mana (Maya), mas Rikka (Rachel) sempre protegeu Mana (Maya) quando ela era uma encrenqueira. Ela também é uma das dez melhores alunas em simulados nacionais.
Como Precure, Cure Diamond (キュアダイヤモンド) tem seu bordão como: "A luz da sabedoria! Cure Diamond!" (英知の光！キュアダイヤモンド！, Eichi no Hikari! Kyua Daiyamondo!). Seu ataque de purificação é o "Twinkle Diamond" (トゥインクルダイヤモンド, Tuinkuru Daiyamondo!)
Em Glitter Force DokiDoki seu alter-ego é mudado para Glitter Diamante no Brasil, mas também é chamada de Glitter Diamond em outros idiomas. Seu bordão é "A fonte da sabedoria! Cure Diamond!". Seu primeiro ataque de purificação ganha o nome de "Brilho do Diamante"

#### Alice Yotsuba (四葉 ありす) / Clara Yotsuba
Alice Yotsuba ou Clara Yotsuba é Aluna da Academia Nanatsu Hashi para meninas, que só pessoas ricas podem pagar por ser herdeira da Yotsuba Zaibatsu. Ela é amiga de infância de Mana e Rikka. É uma pessoa gentil, doce, talentosa e gentil, mas frequentemente ostenta riqueza involuntariamente.
Como Precure, Cure Rosetta (キュアロゼッタ) tem seu bordão como: "O calor do sol! Cure Rosetta!" (陽だまりポカポカ！キュアロゼッタ！, Hidamari pokapoka! Kyua Rozetta!). Seu primeiro ataque de defesa é o Rosetta Wall (ロゼッタウォール, Rozetta Wōru)
Em Glitter Force DokiDoki seu alter-ego é mudado para Glitter Trevo no Brasil, mas também é chamada de Glitter Clover em outros idiomas. Seu bordão é "Quente e Brilhante como o Sol, sou Glitter Trevo!". Seu primeiro ataque de purificação ganha o nome de "Escudo de Trevo"

#### Kenzaki Makoto (剣崎真琴) / Mackenzie Mack
Kenzaki Makoto ou Mackenzie Mack é a guarda real do Reino Trump (Splendorius). Ela veio ao Japão para encontrar a princesa depois que sua nação foi invadida e se tornou uma super idol e fashionista extremamente popular. É descolada e sempre tem um forte senso de responsabilidade, mas guarda remorso por sentir que não protegeu a princesa e no início não se dá bem com suas novas aliadas.
Como Precure, Cure Sword (キュアソード) tem seu bordão como: "A lâmina da coragem! Cure Sword!" (勇気の刃！キュアソード！, Yūki no Yaiba! Kyua Sōdo!). Seu primeiro ataque é o Holy Sword (ホーリーソード, Hōrīsōdo)
Em Glitter Force DokiDoki seu alter-ego é mudado para Glitter Espada no Brasil, mas também é chamada de Glitter Sword em outros idiomas. Seu bordão é "A lâmina da coragem! Glitter Espada". Seu primeiro ataque de purificação ganha o nome de "Clarão reluzente!"

#### Aguri Madoka  (円亜久里) / Natalie Miller
Aguri Madoka ou Natalie Miller é uma garota misteriosa e sábia que inicialmente vigiava as outras quatro meninas para garantir que elas se fortalecessem. Ela se revela como Aguri (Natalie) e com isso também seu passado. Ela tentou selar o Rei Egoísta (Rei Mercenário) no passado, mas falhou, fazendo com que seu mascote Ai se transformasse em um ovo e a deixasse impotente. Após se reunir com Ai-chan (Dina), ela consegue se transformar novamente, mas com um limite de cinco minutos. Ela não está mais presa ao limite de tempo após ter descoberto sua verdadeira identidade, através da Coroa Dourada Eterna, como o fragmento de luz de Marie Ange.
Como Precure, Cure Ace tem seu bordão como: "O trunfo do amor! Cure Ace!" (愛の切り札！キュアエース！, Ai no kirifuda! Kyua Ēsu!). Seu primeiro ataque é o Ace Shot (エースショット, Ēsu shotto)
Em Glitter Force DokiDoki seu alter-ego é mudado para Glitter Ás no Brasil, mas também é chamada de Glitter Ace em outros idiomas. Seu bordão é "'A' de absolutamente fabulosa, sou a Glitter Ás". Seu primeiro ataque de purificação ganha o nome de "Tiro de Ás"

### Mascotes

#### Sharuru (シャルル) / Kippie
Sharuru ou Kippe é a fada parceira da Cure Heart (Glitter Coração) baseado na forma de coelho. Ela tem um coração apaixonado e sempre gostou de trabalhar duro, com rapidez e eficiência e ajudar as pessoas. Sharuru também podia se transformar em humana, assumindo a forma de uma jovem estudante do ensino fundamental. Ela termina suas frases com "~sharu!".
Sharuru é a romanização de Charles. Além disso é baseado em Carlos VII, o Rei de Copas no nome tradicional das cartas da corte de Paris. Enquanto Kippie pode ser apelido do nome Kip, que vêm do verbo Kipper e significa "salmão macho".

#### Raquel (ラケル) / Rory
Raquel ou Rory é a fada parceira da Cure Diamond (Glitter Diamante) baseado na forma de cachorro. Ele é muito confiável e se esforça para atingir um objetivo e se esforça ao máximo para ser uma boa fada para Rikka, além de apoia-la em momentos de pressão. Ele ganha a habilidade de se transformar em humano, mas também se transformou em uma cadeira. Ele termina suas frases com "~quel".
Raquel tem inspiração bíblica, sendo a Raquel, esposa de Jacó, a Rainha de Ouros no tradicional jogo de cartas da corte de Paris. Enquanto Rory é a Anglicização do nome irlandês Ruaidhrí, que significa "rei vermelho", por mais que fada seja azul.

#### Lance (ランス)
Lance, em ambas versões, é a fada parceira de Cure Rosetta (Glitter Trevo) baseado na forma de urso. Ele é mimado e infantil e também pode ser gentil e prestativo, porém pode ser cabeça de vento algumas vezes. Lance consegue ter a habilidade de se transformar em humano, mas já se transformou em uma bota. Ele termina suas frases com "~de lance" ou "~lance".
Lance é baseado em Lancelot, um dos Cavaleiros da Távola Redonda, o Valete de Paus no nome tradicional das cartas da corte de Paris.

#### Dabyi (ダビィ) / Davi
Dabyi ou Davi é a fada parceira de Cure Sword (Glitter Espada) baseado na forma de felino. Ela é independente e bastante sábia, mas constantemente se preocupa com Makoto (Mackenzie), além de atuar como irmã mais velha para as outras fadas. Ela possui uma forma humana de mulher adulta e realiza o papel de empresária de Makoto (Mackenzie) com o apelido de DB.
Seu nome é baseado no Rei Davi, personagem bíblico conhecido por cristãos ortodoxos e é Rei de Espadas no nome tradicional das cartas da corte de Paris. Davi significa "Amado".

#### Ai-chan (アイちゃん) / Dina
Ai ou Dina foi anteriormente fada parceira de Cure Ace, antes de se tornar um ovo, ela é uma fada bebê. Ela as termina com " ~kyupi " ou "~kyupirapa "
Seu nome, Ai, significa amor em japonês. Enquanto Dina foi um nome dado à filha de Jacó e Lia. Dina pode ser uma abreviação de Adelina, que significa "nobre".

### Trump Kingdom / Splendorious

#### Princesa Marie Ange  (マリー・アンジュ王女, Marī Anju Ōjo) / Princesa Maria Angelica
Princesa Marie Ange ou Maria Angelica é a princesa de Trump Kingdom (Splendorius) que salvou Cure Sword (Glitter Espada), mas desaparece após transportar para a Terra. Ela adorava criar esculturas, competir com arco e flecha e flores.

#### Jonathan Klondike (ジョナサン・クロンダイク) / Okada Joe (岡田ジョー) / Jhonny
Seu nome real é Jonathan Klondike, que é secretamente um cavaleiro de Trump Kingdom (Splendorius), porém toma o nome de Okada Joe e assume o papel de um vendedor para ficar na Terra a procura de Marie Ange (Maria Angelica), que era sua noiva.
Seu sobrenome Klondike, é uma referência ao Paciência e sua loja se chamava Solitarie.

#### Rei Trump / Rei de Splendorious
Era o antigo governante do Reino Trump (Splendorius) e que teve a identidade parte da série de Rei Jikochuu (Rei Mercenário). Ele é pai da Princesa Marie Ange (Maria Angelica) e consequentemente de Ai e Aguri Madoka (Natalie Miller). Para tentar curar sua filha de uma doença desconhecida, usou o poder da Coroa Dourada Eterna e acabou libertando um poder maligno que o transformou em Rei Jikochuu (Rei Mercenário).
Trump significa Trunfo.

### Os Egoístas / Os Mercenários

#### Proto Jikochuu (プロトジコチュー) / Proto Mercenário
Proto Jikochuu ou Proto Mercenário é o vilão principal da série, a personificação do egoísmo. Após a derrota do Rei Jikochuu, Bel acaba se tornando seu novo hospedeiro.

Jikochuu vem da palavra japonesa Jikochūshin, que significa egocentrismo.

#### King Jikochuu (キングジコチュー) / Rei Mercenário
O Rei Jikochuu ou Rei Mercenário é um indivíduo cruel e impaciente, principalmente com seus servos.

#### Jikochuu (ジコチュー) / Distains
Jikochuu ou Distain são os principais monstros da série. Os vilões capturam as pessoas que possuem pensamento egoísta, enquanto Regina consegue transformar qualquer um em Jikochuu (Distain).

#### Regina (レジーナ)
Regina é a única filha do Rei Jikochuu (Rei Mercenário). Ela é egoísta, vaidosa e mimada, odeia todos que sejam considerados mais bonitos que ela, mas com o tempo começa uma amizade com Mana (Maya), porém no início era uma relação possessiva e manipuladora. Na Novel "DokiDoki! Precure" Regina, se fundindo com Aguri (Natalie) e Ai (Dina), se transforma em Cure Joker.

Regina significa Rainha em latim.

#### Selfish Trio (ジコチュートリオ. Tradução: Trio Egoísta) / Trio Mercenário

##### Ira (イーラ)
Ira é brincalhão, mas é um péssimo perdedor e costuma agir como criança, o que virou apelido para seus parceiros de equipe. Ira em um dos episódios é cuidado por Rikka (Rachel), o que faz ele ter uma queda pela mesma, mas não quer admitir.
Seu nome, Ira, é referência a um dos Pecados capitais.

##### Bel (ベール)
Bel é o líder do trio e o mais velho. Ele é arrogante e preguiçoso, além de possuir um lado sádico e não liga se seus companheiros morrerem.
Seu nome é uma referência a Belphegor, o demônio que representa a "preguiça" que é um dos Pecados Capitais.

##### Marmo (マーモ)
Marmo não liga para ninguém além de si mesma, também sendo vaidosa ao extremo. Marmo já teve o alter-ego de Cutie Madame (Glitzy Marmalade)
Marmo é uma referência a Mammon, representando um dos Pecados capitais, sendo o da Ganância.

#### Selfish Deputies (ジコチュー議員. Tradução: Delegados Egoístas)
Eles foram recortados de Glitter Force Doki Doki, sendo assim a dupla não possui uma adaptação sem seus nomes.

##### Leva (リーヴァ)
Leva gosta de pregar peças no Trio Egoísta (Trio Mercenário). Porém ele se dá bem com Gula
Leva é referência a Leviatã, um demônio que representa a "inveja", um dos Pecados capitais.

##### Gula (グーラ)
Gula é um brutal, que come tudo o que vê e sempre implica com Ira. Porém ele se dá bem com Leva
Gula é referência ao pecado da Gula, um dos Pecados Capitais.

### Outros Personagens

#### Cure Empress (キュアエンプレス) / Glitter Empress
Cure Empress ou Glitter Empress é a heroína lendária que protegeu o mundo do mal. Ela é a usuária original do Magical Lovely Pad (Glitter Crystal Pad) e parceira de Melan (Mora).

#### Cure Magician (キュアマジシャン) / Glitter Magician
Cure Magician ou Glitter Magician foi uma heroína lendária e portadora original da Miracle Dragon Glaive (Lança de Luz).

#### Cure Priestess (キュアプリーステス) / Glitter Priestess
Cure Priestess ou Glitter Priestess foi uma heroína lendária e portadora original da Eternal Golden Crown (Coroa Dourada da Sabedoria).

#### Melan (メラン) / Mora
Melan ou Mora foi fada parceira de Cure Empress (Glitter Empress)

#### Sebastian (セバスチャン)
Sebastian é o mordomo de Alice (Clara) e que também possuiu um alter-ego de Cure Sebastian (Glitter Sebastian).

## Episódios
| Episódio Original | Título Original (Romanizado)                                   | Título Traduzido                                                     | Episódio Adaptado | Título Adaptado                 | Alterações                                                       |
| ----------------- | -------------------------------------------------------------- | -------------------------------------------------------------------- | ----------------- | ------------------------------- | ---------------------------------------------------------------- |
| 1                 | Chikyū ga Dai Pinchi! Nokosareta Saigo no Purikyua!!           | A Terra está em Grande Perigo! A Última Pretty Cure Restante!!       | 1                 | Uma nova aventura               | Corte de cenas                                                   |
| 2                 | Gan! Kyua Hāto no Shotai ga Barechatta!!                       | Caramba! A identidade secreta de Cure Heart foi revelada!            | 1 e 2             | Uma nova aventura               | Recortado; Metade do episódio é usado no episódio 2              |
| 3                 | Saikō no Aibō Tōjō! Kyua Daiyamondo!!                          | A maior parceira apareceu! Cure Diamond!!                            | 1 e 2             | Um diamante bruto               | Corte de cenas                                                   |
| 4                 | Okotowarishimasu wa! Datte Watashi, Purikyua ni Muitemasen wa! | Devo Recusar! Não Posso Me Tornar uma Pretty Cure!                   | 3                 | E Clara Faz Três                | Nenhuma                                                          |
| 5                 | Uso! Kyua Sōdo tte Anoko nano??                                | Não Brinca! Aquela garota é a Cure Sword??                           | 4                 | O Holofote da Glitter           | Música do episódio                                               |
| 6                 | Bikkuri! Watashi no Oei ni Makopī ga kuru!?                    | Que Surpresa! A MakoPi está vindo á minha casa!?                     | 5 e 6             | A Espada de Splendorius         | Recortado; A primeira parte é usada no episódio 5                |
| 7                 | Girigiri no Tatakai! Saraba, Purikyua!!                        | Batalha corpo a corpo! Adeus, Pretty Cure!!                          | 5 e 6             | O caminho de casa               | Recortado; Parte do início usada no 5 e a outra parte usada no 6 |
| 8                 | Kyupirappa~! Fushigi Aka-chan Tanjō!!                          | Kyupirappa~! Uma bebê misteriosa nasceu!!                            | 6                 | O caminho de casa               | Recortado; Segunda parte usada no episódio 6                     |
| 9                 | Hachamecha! Ai-chan Gakkō ni Iku!!                             | Bobagem! Ai-chan vai para a escola!!                                 | 7                 | Desventuras em babá             | Nenhuma                                                          |
| 10                | Tenkōsei wa, Kokuminteki Sūpā Aidoru!!                         | A aluna transferida é uma super Idol nacional!!                      | 8                 | Colega Superestrela             | Nenhuma                                                          |
| 11                | Mezame yo! Purikyua no Aratanaru Chikara!                      | Desperte! O novo poder da Pretty Cure!                               | 9                 | Útil até demais                 | Corte de cenas                                                   |
| 12                | Mana no Ketsui! Atashi Deshi o Torimasu!                       | Determinação de Mana! Vou levar uma aprendiz!                        | Não possui        | Não possui                      | Descartado                                                       |
| 13                | Tsui ni Hakken!? Ōjo-sama no Tegakari!                         | Finalmente encontrada!? Uma pista da princesa!                       | 10                | A princesa e a Rosa             | Nenhum                                                           |
| 14                | Yume ka Yakusoku ka! Rikka Ōi ni Nayamu!                       | O Sonho ou a Promessa! As muitas preocupações de Rikka!              | 11                | Luzes... Câmera... Distração!   | Recortado; São usadas partes no episódio                         |
| 15                | Dai Isogashi! Makoto no Aidoru na Hibi!                        | Muito ocupada! Dias de Ídolo de Makoto!                              | 11                | Luzes... Câmera... Distração!   | Nenhum                                                           |
| 16                | Rejīna Mō Atakku! Mana wa Atashi no mono!                      | Ataque Feroz da Regina! Mana é Minha!                                | 12                | A Aminimiga de Maya!            | Nenhum                                                           |
| 17                | Shokku! Ubawareta Kurisutaru!                                  | Choque! O Cristal roubado!                                           | 13                | O Retorno de Regina             | Nenhum                                                           |
| 18                | Shutsugen! Saigo no Roiyaru Kurisutaru!                        | Aqui está! O Último Cristal Real!                                    | 13                | O Retorno de Regina             | Recortado; Usado no episódio 13                                  |
| 19                | Kurisutaru o Kakete! Jikochuu no Geemu!                        | Apostando no Cristal! Jogo Egoísta!                                  | 14                | Caos do Cristal Real            | Recortado; Usado no episódio 14 da adaptação                     |
| 20                | Kurisutaru no michibiki! Ōjo-sama no Moto e!                   | Guiadas pelos Cristais! Para a Princesa!                             | 14                | Caos do Cristal Real            | Nenhum                                                           |
| 21                | Toranpu Ōkoku e! Ōjo-sama o Sukue!                             | Ao Reino Trump! Resgatem a Princesa!                                 | 15                | De volta à Esplendorius         | Nenhum                                                           |
| 22                | Pinchi ni Tōjō! Aratana Senshi Kyua Ēsu!                       | Aparecendo em meio à crise! Uma nova guerreira, Cure Ace!            | 16                | Novos amigos, velhos inimigos   | Nenhum                                                           |
| 23                | Ai wo torimodose! Purikyua Itsutsu no Chikai!                  | Recupere o Amor! Os Cinco Votos da Pretty Cure!                      | 17                | Primeira Regra da Glitter Force | Nenhum                                                           |
| 24                | Shougeki! Makopī Aidoru Intai Sengen!                          | Que Choque! MakoPi declara aposentadoria de ser Idol!                | 18                | Mackenzie perde sua Motivação   | Nenhum                                                           |
| 25                | Kareina Henshin! Nyū Hiroin Tōjō!?                             | Transformação Brilhante! Aparição de uma Nova Heroína!?              | 19                | Aqueles que te Defendem         | Escrita de placa                                                 |
| 26                | Honto no Kimochi wa? Rikka Matamata Nayamu!                    | Meus Verdadeiros Sentimentos! Rikka se Preocupa Mais uma Vez!        | 20                | Procurando por um Sonho         | Nenhum                                                           |
| 27                | Barechatta!? Kyua Ēsu no Jakuten!                              | Descoberto?! A Fraqueza de Cure Ace!                                 | 21                | A Fraqueza Secreta de Ás        | Nenhum                                                           |
| 28                | Mune ga Dokidoki! Aguri no Natsuyasumi                         | Meu coração está batendo forte! Férias de verão de Aguri!            | Não possui        | Não possui                      | Descartado                                                       |
| 29                | Mana no Tame ni! Sharuru Dai Henshin!                          | Pelo amor de Mana! A Grande Transformação de Sharuru!                | Não possui        | Não possui                      | Descartado                                                       |
| 30                | Saigo no Shiren! Densetsu no Purikyua!                         | O Teste Final! As Lendárias Pretty Cures                             | 22                | O espelho de Cristal            | Nenhum                                                           |
| 31                | Ōgai-chō dai pinchi! Tanjō! Raburī Paddo                       | A cidade de Oogai está em apuros! Nasce o Lovely Pad!                | 23                | A Escuridão está chegando       | Nenhum                                                           |
| 32                | Mana taoreru! Arashi no bunkamatsuri                           | Mana entra em colapso! Um Festival Cultural Tempestuoso              | Não possui        | Não possui                      | Descartado                                                       |
| 33                | Arisu Papa Tōjō! Yotsuba-ka Otomarikai!                        | O pai de Alice aparece! Festa do pijama na Casa Yotsuba!             | Não possui        | Não possui                      | Descartado                                                       |
| 34                | Mama wa Taihen ! Fukigen Ai-chan!                              | Mamãe está em perigo! Ai está de mau humor!                          | Não possui        | Não possui                      | Descartado                                                       |
| 35                | Iya Iya Ai-chan! Hamigaki Daisakusen!                          | Não, não, Ai-chan! O grande plano de escovação dos dentes!           | Não possui        | Não possui                      | Descartado                                                       |
| 36                | Rakeru Harikiru! Hatsukoi Pawa Zenkai!                         | Entusiasmo da Raquel! O poder do primeiro amor a todo vapor!         | Não possui        | Não possui                      | Descartado                                                       |
| 37                | Naose Suki Kirai! Ninjin VS Aguri!                             | Acabe com essa seletividade! Cenouras VS Aguri!                      | Não possui        | Não possui                      | Descartado                                                       |
| 38                | Bēru no Takurami! Ai-chan Jikochū ni Naru!?                    | O esquema de Bel! Ai se torna um Jikochuu!?                          | Não possui        | Não possui                      | Descartado                                                       |
| 39                | Deai ni Kitayo! Rejīna Futatabi!                               | Vim te ver! Regina está de volta!                                    | 24                | A Lança de Luz                  | Nenhum                                                           |
| 40                | Todoketai Omoi! Makopī Shinkyoku Happyō!                       | Sentimentos que quero transmitir! Anunciada a nova música do MakoPi! | Não possui        | Não possui                      | Descartado                                                       |
| 41                | Arisu no Yume! Hana ga Tsunaida Tomodachi                      | O sonho de Alice! Amigos ligados a flores                            | Não possui        | Não possui                      | Descartado                                                       |
| 42                | Minna de Shukuō! Hajimete no Tanjoubi!                         | Vamos comemorar! O primeiro aniversário!                             | Não possui        | Não possui                      | Descartado                                                       |
| 43                | Taisetsu na Hito e! Aguri no Jugyō Sankan!                     | Para a pessoa mais importante pra mim! Visita da turma de Aguri!     | 25                | O significado de família        | Nenhum                                                           |
| 44                | Jikochū no Wana! Mana no Inai Kurisumasu                       | Armadilha do Egoísta! O Natal sem Mana                               | Não possui        | Não possui                      | Descartado                                                       |
| 45                | Shukumei no Taiketsu! Ēsu VS Rejīna                            | O Confronto Destinado! Ace VS Regina                                 | 26                | A Coroa Dourada da Sabedoria    | Nenhum                                                           |
| 46                | Ēsu to Rejīna! Tanjō no Shinjitsu!                             | Ace e Regina! A verdade por trás do nascimento delas!                | 27                | A História de Splendorius       | Nenhum                                                           |
| 47                | yua Hāto no Ketsui! Mamoritai Yakusoku!                        | A Determinação de Cure Heart! A Promessa que Quero Proteger!         | 28                | O começo do Fim                 | Nenhum                                                           |
| 48                | Dokidoki Zenkai! Purikyua VS Kingu Jikochū!                    | Coração acelerado a todo vapor! Pretty Cure contra o Rei Jikochuu!   | 29                | O Rei Interior                  | Nenhum                                                           |
| 49                | Anata ni Todoke! Mai Suīto Hāto                                | Entrego para você! Meu doce coração                                  | 30                | A Última Batalha                | Edição de cena e mudança de fala.                                |